# Aspen Hill
Aspen Hill és una concentració de població designada pel cens dels Estats Units a l'estat de Maryland. Segons el cens del 2000 tenia 50.228 habitants.

## Demografia
Segons el cens del 2000, Aspen Hill tenia 50.228 habitants, 18.187 habitatges, i 13.076 famílies. La densitat de població era de 1.852,3 habitants per km².
Dels 18.187 habitatges en un 33,3% hi vivien nens de menys de 18 anys, en un 53,7% hi vivien parelles casades, en un 14,1% dones solteres, i en un 28,1% no eren unitats familiars. En el 21,9% dels habitatges hi vivien persones soles el 7,6% de les quals corresponia a persones de 65 anys o més que vivien soles. El nombre mitjà de persones vivint en cada habitatge era de 2,74 i el nombre mitjà de persones que vivien en cada família era de 3,18.
Per edats la població es repartia de la següent manera: un 24% tenia menys de 18 anys, un 7,7% entre 18 i 24, un 31,8% entre 25 i 44, un 24% de 45 a 60 i un 12,5% 65 anys o més.
L'edat mediana era de 37 anys. Per cada 100 dones de 18 o més anys hi havia 85,7 homes.
La renda mediana per habitatge era de 63.340 $ i la renda mediana per família de 73.736 $. Els homes tenien una renda mediana de 44.341 $ mentre que les dones 36.739 $. La renda per capita de la població era de 27.905 $. Entorn del 4,6% de les famílies i el 6,8% de la població estaven per davall del llindar de pobresa.

## Poblacions més properes
El següent diagrama mostra les poblacions més properes.